# サール＝ダングル
サール＝ダングル （Salles-d'Angles）は、フランス、ヌーヴェル＝アキテーヌ地域圏、シャラント県のコミューン。

## 地理
サール＝ダングルは県南部にあり、シャラント＝マリティーム県と接している。コニャックの南9km、アングレームの西38kmのところにある。
サール＝ダングルは、蒸留酒コニャックの特級畑であるグランド・シャンパーニュ地区に含まれている。1856年、別々のコミューンであったサールとダングルが合併して現在の名称となった。
コニャックとボルドー間を走る国道731号線が町を南北に通過している。
最寄の鉄道駅はコニャック駅で、TERポワトゥー＝シャラントの、アングレーム、サント、ロワイヤン、ラ・ロシェル方面の路線が停車する。
町全体は、シャラント川左岸に位置する。アングレームとコニャック間の地域は、白亜紀に生じたケスタ、スゴンザックへ向けてはサントニア期に生じた石灰岩、そこから南はカンパニアン期の石灰岩となっている。
コミューンの南西側は、シャラント川の支流ネ川が流れ、シャラント＝マリティーム県との県境となっている。

## 歴史

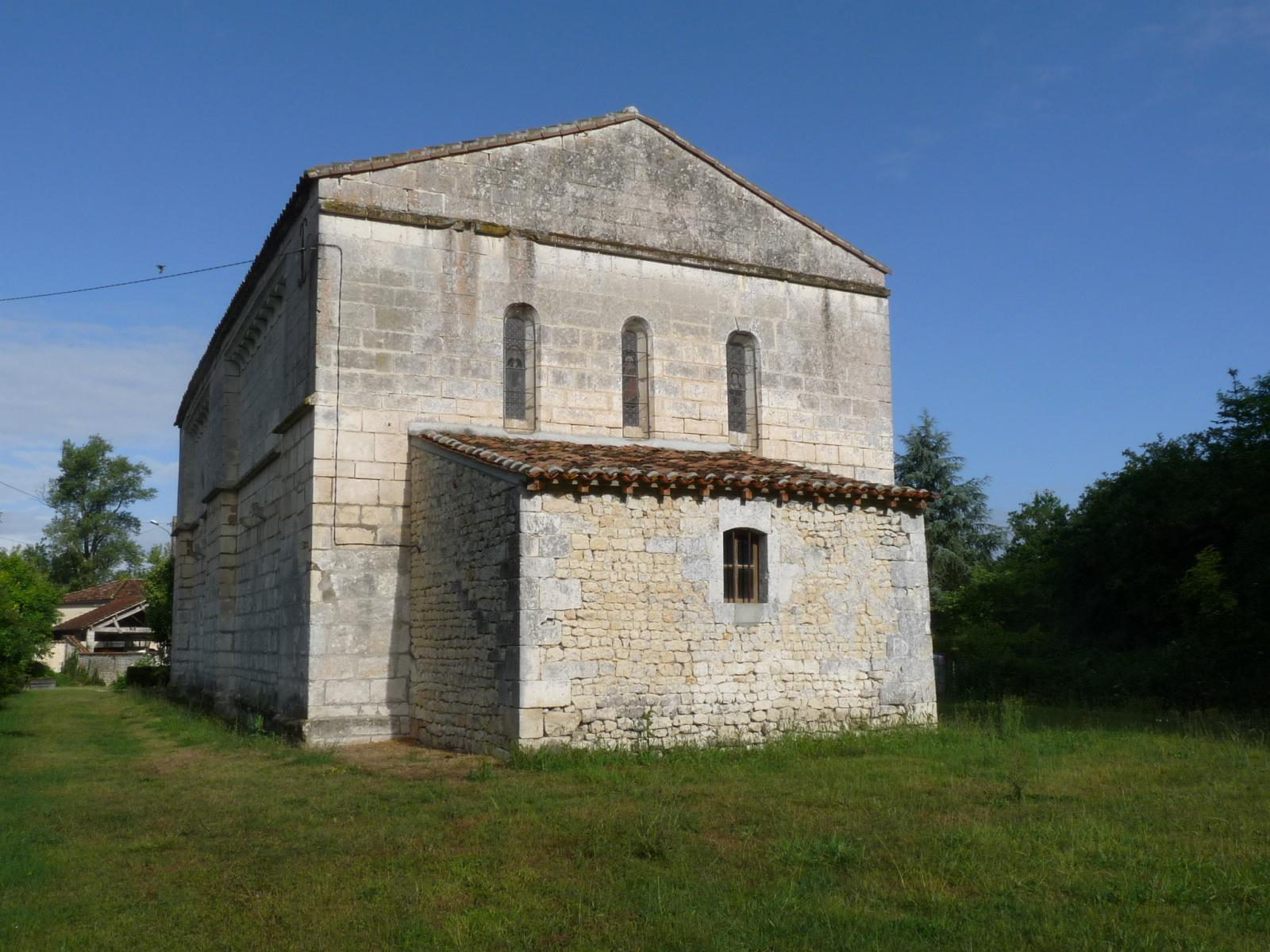
テンプル騎士団が建てた礼拝堂

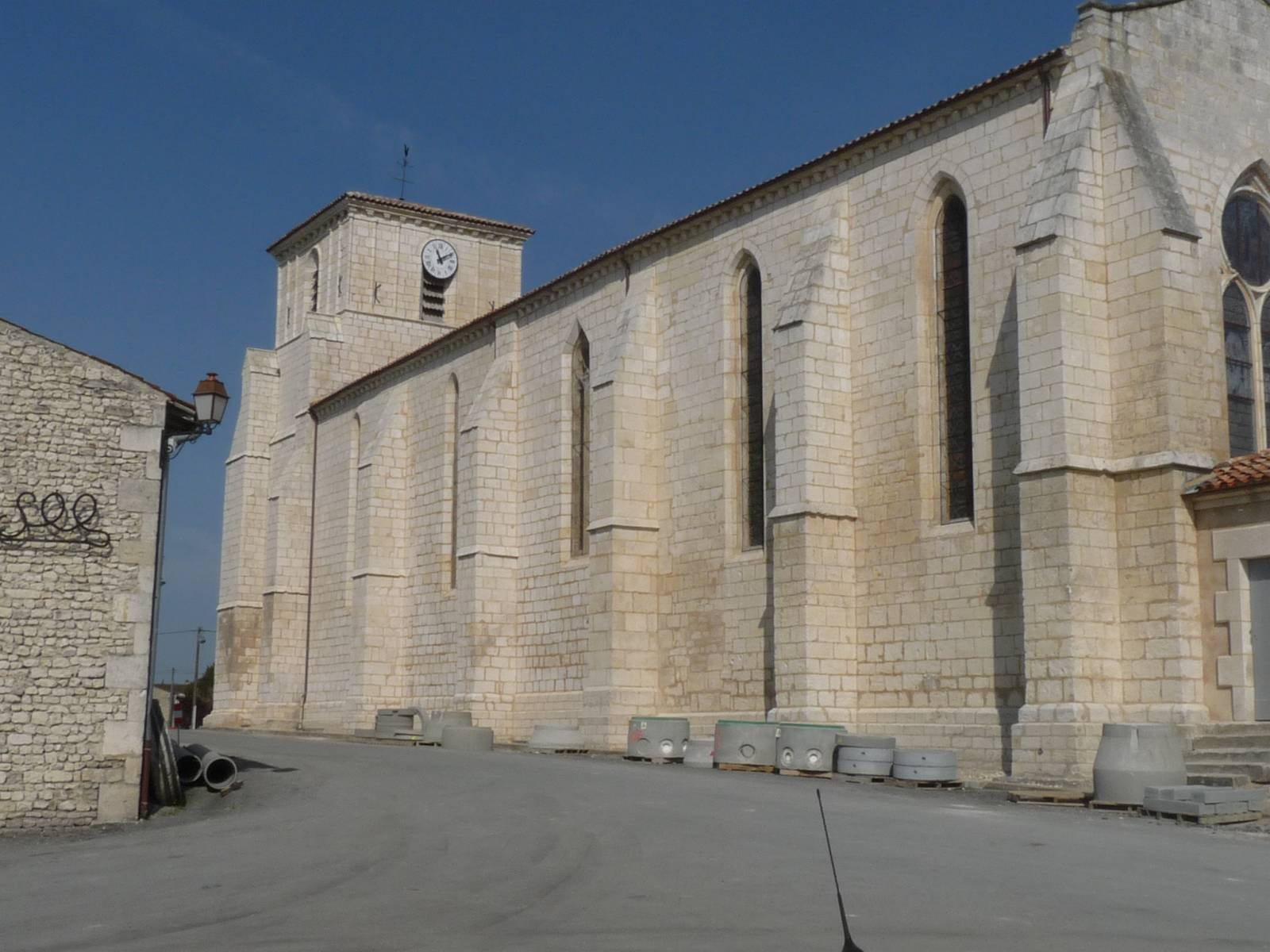
サン・モーリス教会

シャン・コミュンとグラン・プー・ド・サンには先史時代の環状の溝が、他にもガロ＝ローマ時代の遺構が残る。
12世紀からあるアングルの騎士団領は、最初はテンプル騎士団に、のちに聖ヨハネ騎士団に属した。
城は百年戦争で破壊された。1534年、モルトメール家最後の子孫がルイ・ド・ラ・ロシュフコー＝モンタンドルと結婚し、彼らの間の子供が1586年から1587年にかけて城を再建した。1714年の公文書によると、城には住居部分、地下室、屋根、庭園、2つの鳩小屋が含まれていた。革命暦2年ヴァントゥーズ22日、城は6分割された。
18世紀のカッシーニ地図に6つ記載されているように、この地には非常に多くの製粉所が存在していた。

## 人口統計
| 1962年 | 1968年 | 1975年 | 1982年 | 1990年 | 1999年 | 2006年 | 2011年 |
| ------ | ------ | ------ | ------ | ------ | ------ | ------ | ------ |
| 912    | 932    | 991    | 1119   | 1225   | 1127   | 1098   | 1066   |

参照元:1999年までEHESS、2004年以降INSEE